# Aloe globuligemma
Aloe globuligemma är en grästrädsväxtart som beskrevs av Illtyd Buller Pole-Evans. Aloe globuligemma ingår i släktet Aloe och familjen grästrädsväxter. Inga underarter finns listade i Catalogue of Life.